# クラシック (ロードレース)
自転車ロードレースにおけるクラシック（英: Classic, 仏: Classique, 伊: Classiche）とは、一般的には一日で競技を終了する「ワンデイレース」のなかで、特に高い格式を持つレースを指す。ツール・ド・フランスのように複数日にわたって行われる「ステージレース」は、いかに歴史や格式があってもクラシックとは呼ばれない。20世紀終盤以降に作られたレースの中にはユーロアイズ・サイクラシックスやクラシカ・サンセバスティアンのように歴史が浅くても「クラシック」を名乗るレースや、ワールド・ポーツ・クラシックのようにステージレースであるにもかかわらず「クラシック」を名乗るレースが存在する。

## クラシックと呼ばれるレース
ロードレースにおいては、厳密な定義はないものの、現在では以下のレースなどが「クラシック」と呼ばれることが多い。
- ストラーデ・ビアンケ（2007年）
- ミラノ〜サンレモ（1907年）
- E3サクソ・クラシック（1958年）
- ヘント〜ウェヴェルヘム（1934年）
- ロンド・ファン・フラーンデレン（1913年）
- パリ〜ルーベ（1896年）
- アムステルゴールドレース（1966年）
- フレッシュ・ワロンヌ（1936年）
- リエージュ〜バストーニュ〜リエージュ（1892年）
- クラシカ・サンセバスティアン（1981年）
- サイクラシックス・ハンブルク（1996年）
- ブルターニュ・クラシック・ウエスト＝フランス（1931年）
- イル・ロンバルディア（1905年）
- パリ〜ツール（1896年） - 2008年シーズン以降、UCIヨーロッパツアー1.HC扱い。

※ （）内は第1回大会の開催年度。太字はモニュメント。
かつてワンデイレースの最高カテゴリーであったUCI・ロードワールドカップに所属していたパリ〜ツールやチューリッヒ選手権がUCIプロツアーの時期に下位カテゴリーのUCIコンチネンタルサーキット以下に格下げされたり、かつては「セミ・クラシック」と呼ばれたレースが当時最高カテゴリーのUCIプロツアーに加わったり、さらにUCIワールドツアーが2017年に拡張された際に新しいレースが最高カテゴリーのUCIワールドツアーに加えられるなど、レースの歴史の長さと格付け・権威が必ずしも一致しない傾向も強まっており、「クラシック」の定義は曖昧になっている。UCIは2020年より、UCIワールドツアーのワンデイレースのうち、「クラシック」とされるレースのみのポイントによる「UCIクラシックシリーズ」を開始する予定であったが、延期となっている。

## モニュメント
ミラノ〜サンレモ (Milan-Sanremo)、 ロンド・ファン・フラーンデレン (Ronde van Vlaanderen)、 パリ〜ルーベ (Paris - Roubaix)、 リエージュ〜バストーニュ〜リエージュ (Liège - Bastogne - Liège)、 イル・ロンバルディア (Il Lombardia) の五つは、クラシックの中でも、とりわけ古い歴史があり、記念碑的なレースという意味合いを込めて、モニュメント (The Monuments) と呼ばれ、「クラシック」の定義が曖昧になった現在でも高い権威を保ち続けている。ミラノ〜サンレモは「プリマヴェーラ（春）」「クラッシチッシマ（最高のクラシックレース）」、ロンド・ファン・フラーンデレンが「クラシックの王様」、パリ〜ルーベが「北の地獄」「クラシックの女王」、リエージュ〜バストーニュ〜リエージュが「ラ・ドワイエンヌ（最古参）」、イル・ロンバルディアが「落ち葉のクラシック」と呼ばれるなど、いずれのレースにもさまざまな異名が付けられ親しまれている。
UCIポイントも2022年まではヘント～ウェベルヘムやアムステルゴールドレースと同じ500ポイントだったが2023年からモニュメント5レースのみ800ポイントに格上げされた

### モニュメント全制覇達成者
過去にモニュメント全制覇を達成した選手は、以下の3人がおり、最多優勝回数はメルクスの19回となっている。達成順に列挙する。
ファン・ローイとメルクスは、ワンデイレースの最高峰と目されるロード世界選手権・個人ロードレース種目でも優勝経験がある。
リック・ファン・ローイ（ ベルギー）：8回
| 大会                                 | 優勝回数 | 優勝年度         |
| ------------------------------------ | -------- | ---------------- |
| ミラノ〜サンレモ                     | 1回      | 1958             |
| ロンド・ファン・フラーンデレン       | 2回      | 1959・1962       |
| パリ〜ルーベ                         | 3回      | 1961・1962・1965 |
| リエージュ〜バストーニュ〜リエージュ | 1回      | 1961             |
| ジロ・ディ・ロンバルディア           | 1回      | 1959             |

エディ・メルクス（ ベルギー）：19回
| 大会                                 | 優勝回数 | 優勝年度                                 |
| ------------------------------------ | -------- | ---------------------------------------- |
| ミラノ〜サンレモ                     | 7回      | 1966・1967・1969・1971・1972・1975・1976 |
| ロンド・ファン・フラーンデレン       | 2回      | 1969・1975                               |
| パリ〜ルーベ                         | 3回      | 1968・1970・1973                         |
| リエージュ〜バストーニュ〜リエージュ | 5回      | 1969・1971・1972・1973・1975             |
| ジロ・ディ・ロンバルディア           | 2回      | 1971・1972                               |

ロジェ・デ・フラーミンク（ ベルギー）：11回
| 大会                                 | 優勝回数 | 優勝年度               |
| ------------------------------------ | -------- | ---------------------- |
| ミラノ〜サンレモ                     | 3回      | 1973・1978・1979       |
| ロンド・ファン・フラーンデレン       | 1回      | 1977                   |
| パリ〜ルーベ                         | 4回      | 1972・1974・1975・1977 |
| リエージュ〜バストーニュ〜リエージュ | 1回      | 1970                   |
| ジロ・ディ・ロンバルディア           | 2回      | 1974・1976             |

### モニュメント優勝回数ランキング
| 順位 | 選手名                           | ミラノ〜サンレモ | ロンド・ファン・フラーンデレン | パリ〜ルーベ | リエージュ〜バストーニュ〜リエージュ | イル・ロンバルディア | 通算 |
| ---- | -------------------------------- | ---------------- | ------------------------------ | ------------ | ------------------------------------ | -------------------- | ---- |
| 1    | エディ・メルクス                 | 7                | 2                              | 3            | 5                                    | 2                    | 19   |
| 2    | ロジェ・デ・フラーミンク         | 3                | 1                              | 4            | 1                                    | 2                    | 11   |
| 3    | コスタンテ・ジラルデンゴ         | 6                |                                |              |                                      | 3                    | 9    |
| 3    | ファウスト・コッピ               | 3                |                                | 1            |                                      | 5                    | 9    |
| 3    | ショーン・ケリー                 | 2                |                                | 2            | 2                                    | 3                    | 9    |
| 3    | タデイ・ポガチャル               |                  | 2                              |              | 3                                    | 4                    | 9    |
| 7    | リック・ファン・ローイ           | 1                | 2                              | 3            | 1                                    | 1                    | 8    |
| 7    | マチュー・ファン・デル・プール   | 2                | 3                              | 3            |                                      |                      | 8    |
| 9    | ジーノ・バルタリ                 | 4                |                                |              |                                      | 3                    | 7    |
| 9    | トム・ボーネン                   |                  | 3                              | 4            |                                      |                      | 7    |
| 9    | ファビアン・カンチェラーラ       | 1                | 3                              | 3            |                                      |                      | 7    |
| 12   | アンリ・ペリシエ                 | 1                |                                | 2            |                                      | 3                    | 6    |
| 12   | アルフレッド・ビンダ             | 2                |                                |              |                                      | 4                    | 6    |
| 12   | フレット・デ・ブリュイヌ         | 1                | 1                              | 1            | 3                                    |                      | 6    |
| 12   | フランチェスコ・モゼール         | 1                |                                | 3            |                                      | 2                    | 6    |
| 12   | モレノ・アルゼンティン           |                  | 1                              |              | 4                                    | 1                    | 6    |
| 12   | ヨハン・ムセウ                   |                  | 3                              | 3            |                                      |                      | 6    |
| 18   | ガエターノ・ベローニ             | 2                |                                |              |                                      | 3                    | 5    |
| 18   | リック・ファン・ステーンベルヘン | 1                | 2                              | 2            |                                      |                      | 5    |
| 18   | ベルナール・イノー               |                  |                                | 1            | 2                                    | 2                    | 5    |
| 18   | ミケーレ・バルトリ               |                  | 1                              |              | 2                                    | 2                    | 5    |
| 18   | パオロ・ベッティーニ             | 1                |                                |              | 2                                    | 2                    | 5    |
| 18   | フィリップ・ジルベール           |                  | 1                              | 1            | 1                                    | 2                    | 5    |
| 24   | ガストン・ルブリ                 |                  | 1                              | 3            |                                      |                      | 4    |
| 24   | アルフォンス・スへペルス         |                  | 1                              |              | 3                                    |                      | 4    |
| 24   | ルイゾン・ボベ                   | 1                | 1                              | 1            |                                      | 1                    | 4    |
| 24   | ジェルマン・デライク             | 1                | 1                              | 1            | 1                                    |                      | 4    |
| 24   | フェリーチェ・ジモンディ         | 1                |                                | 1            |                                      | 2                    | 4    |
| 24   | ワルテル・ホデフロート           |                  | 2                              | 1            | 1                                    |                      | 4    |
| 24   | ハニー・クイパー                 | 1                | 1                              | 1            |                                      | 1                    | 4    |
| 24   | ヤン・ラース                     | 1                | 2                              | 1            |                                      |                      | 4    |
| 24   | エリック・ツァベル               | 4                |                                |              |                                      |                      | 4    |
| 24   | アレハンドロ・バルベルデ         |                  |                                |              | 4                                    |                      | 4    |
| 34   | レオン・ウア                     |                  |                                |              | 3                                    |                      | 3    |
| 34   | オクタヴ・ラピーズ               |                  |                                | 3            |                                      |                      | 3    |
| 34   | ルネ・フェルマンデル             |                  | 1                              |              | 2                                    |                      | 3    |
| 34   | ジョヴァンニ・ブルネーロ         | 1                |                                |              |                                      | 2                    | 3    |
| 34   | ロマン・ヘイセルス               |                  | 2                              | 1            |                                      |                      | 3    |
| 34   | アヒエル・バウセ                 |                  | 3                              |              |                                      |                      | 3    |
| 34   | フィオレンツォ・マーニ           |                  | 3                              |              |                                      |                      | 3    |
| 34   | ヨ・デ・ロー                     |                  | 1                              |              |                                      | 2                    | 3    |
| 34   | エミール・ダームス               | 1                |                                | 1            |                                      | 1                    | 3    |
| 34   | トム・シンプソン                 | 1                | 1                              |              |                                      | 1                    | 3    |
| 34   | エリック・ルマン                 |                  | 3                              |              |                                      |                      | 3    |
| 34   | / アンドレイ・チミル             | 1                | 1                              | 1            |                                      |                      | 3    |
| 34   | アンドレア・タフィ               |                  | 1                              | 1            |                                      | 1                    | 3    |
| 34   | ペーター・ファン・ペテヘム       |                  | 2                              | 1            |                                      |                      | 3    |
| 34   | オスカル・フレイレ               | 3                |                                |              |                                      |                      | 3    |
| 34   | ダミアーノ・クネゴ               |                  |                                |              |                                      | 3                    | 3    |
| 34   | ヴィンチェンツォ・ニバリ         | 1                |                                |              |                                      | 2                    | 3    |

### モニュメント歴代優勝者
| 年   | ミラノ〜サンレモ                       | ロンド・ファン・フラーンデレン         | パリ〜ルーベ                           | リエージュ〜バストーニュ〜リエージュ            | イル・ロンバルディア                   |
| ---- | -------------------------------------- | -------------------------------------- | -------------------------------------- | ----------------------------------------------- | -------------------------------------- |
| 1892 |                                        |                                        |                                        | レオン・ウア (1/3)                              |                                        |
| 1893 | レオン・ウア (2/3)                     |                                        |                                        |                                                 |                                        |
| 1894 | レオン・ウア (3/3)                     |                                        |                                        |                                                 |                                        |
| 1895 | 開催なし                               |                                        |                                        |                                                 |                                        |
| 1896 | 開催なし                               | ヨーゼフ・フィッシャー                 |                                        |                                                 |                                        |
| 1897 | 開催なし                               | モリス・ガラン (1/2)                   |                                        |                                                 |                                        |
| 1898 | 開催なし                               | モリス・ガラン (2/2)                   |                                        |                                                 |                                        |
| 1899 | 開催なし                               | アルベール・シャンピオン               |                                        |                                                 |                                        |
| 1900 | 開催なし                               | エミール・ブウール                     |                                        |                                                 |                                        |
| 1901 | 開催なし                               | ルシアン・レスナ (1/2)                 |                                        |                                                 |                                        |
| 1902 | 開催なし                               | ルシアン・レスナ (2/2)                 |                                        |                                                 |                                        |
| 1903 | 開催なし                               | イポリト・オクテュリエ (1/2)           |                                        |                                                 |                                        |
| 1904 | 開催なし                               | イポリト・オクテュリエ (2/2)           |                                        |                                                 |                                        |
| 1905 | 開催なし                               | ルイ・トゥルスリエ                     | ジョヴァンニ・ジェルビ                 |                                                 |                                        |
| 1906 | 開催なし                               | アンリ・コルネ                         | ジュゼッペ・ブランビッラ               |                                                 |                                        |
| 1907 | 開催なし                               | ルシアン・プティブルトン               | ジョルジュ・パスリュー                 | ギュスタヴ・ガリグー (1/2)                      |                                        |
| 1908 | シリユ・ファン・ハウワールト (1/2)     | シリユ・ファン・ハウワールト (2/2)     | アンドレ・トゥルスリエ                 | フランソワ・ファベール (1/2)                    |                                        |
| 1909 | ルイジ・ガンナ                         | オクタヴ・ラピーズ (1/3)               | ヴィクトル・ファストル                 | ジョヴァンニ・クニオーロ                        |                                        |
| 1910 | オージェヌ・クリストフ                 | オクタヴ・ラピーズ (2/3)               | 開催なし                               | ジョヴァンニ・ミケレット                        |                                        |
| 1911 | ギュスタヴ・ガリグー (2/2)             | オクタヴ・ラピーズ (3/3)               | ヨーセフ・ファン・ダーレ               | アンリ・ペリシエ (1/6)                          |                                        |
| 1912 | アンリ・ペリシエ (2/6)                 | シャルル・クリュペラント (1/2)         | オーメル・フェルシュホーレ             | カルロ・オリアーニ                              |                                        |
| 1913 | オディル・ドフレイエ                   | ポール・ドマン (1/2)                   | フランソワ・ファベール (2/2)           | モーリス・モリッツ                              | アンリ・ペリシエ (3/6)                 |
| 1914 | ウーゴ・アゴストーニ                   | マルセル・ビュイス                     | シャルル・クリュペラント (2/2)         | 第一次世界大戦の影響により中止                  | ラウロ・ボルディン                     |
| 1915 | エツィオ・コルライタ                   | 第一次世界大戦の影響により中止         | 第一次世界大戦の影響により中止         | 第一次世界大戦の影響により中止                  | ガエターノ・ベローニ (1/5)             |
| 1916 | 第一次世界大戦の影響により中止         | 第一次世界大戦の影響により中止         | 第一次世界大戦の影響により中止         | 第一次世界大戦の影響により中止                  | レオポルド・トッリチェッリ             |
| 1917 | ガエターノ・ベローニ (2/5)             | 第一次世界大戦の影響により中止         | 第一次世界大戦の影響により中止         | 第一次世界大戦の影響により中止                  | フィリップ・ティス                     |
| 1918 | コスタンテ・ジラルデンゴ (1/9)         | 第一次世界大戦の影響により中止         | 第一次世界大戦の影響により中止         | 第一次世界大戦の影響により中止                  | ガエターノ・ベローニ (3/5)             |
| 1919 | アンジェロ・グレモ                     | アンリ・ファン・レルベルヘ             | アンリ・ペリシエ (4/6)                 | レオン・デヴォス (1/2)                          | コスタンテ・ジラルデンゴ (2/9)         |
| 1920 | ガエターノ・ベローニ (4/5)             | ジュール・ファン・ヘーヴェル (1/2)     | ポール・ドマン (2/2)                   | レオン・シウール                                | アンリ・ペリシエ (5/6)                 |
| 1921 | コスタンテ・ジラルデンゴ (3/9)         | ルネ・フェルマンデル (1/3)             | アンリ・ペリシエ (6/6)                 | ルイ・モッティア (1/2)                          | コスタンテ・ジラルデンゴ (4/9)         |
| 1922 | ジョバンニ・ブルネーロ (1/3)           | レオン・デヴォス (2/2)                 | アルバート・デヨンへ                   | ルイ・モッティア (2/2)                          | コスタンテ・ジラルデンゴ (5/9)         |
| 1923 | コスタンテ・ジラルデンゴ (6/9)         | ハイリ・ズーター (1/2)                 | ハイリ・ズーター (2/2)                 | ルネ・フェルマンデル (2/3)                      | ジョバンニ・ブルネーロ (2/3)           |
| 1924 | ピエトロ・リナーリ                     | ジェラール・デュバーツ (1/2)           | ジュール・ファン・ヘーヴェル (2/2)     | ルネ・フェルマンデル (3/3)                      | ジョバンニ・ブルネーロ (3/3)           |
| 1925 | コスタンテ・ジラルデンゴ (7/9)         | ジュリアン・デルベック (1/2)           | フェリックス・セリエ                   | ジョルジュ・ロンセ (1/2)                        | アルフレッド・ビンダ (1/6)             |
| 1926 | コスタンテ・ジラルデンゴ (8/9)         | デニス・フェルスフーレン               | ジュリアン・デルベック (2/2)           | デュドンネ・スメッツ                            | アルフレッド・ビンダ (2/6)             |
| 1927 | ピエトロ・ケージ                       | ジェラール・デュバーツ (2/2)           | ジョルジュ・ロンセ (2/2)               | モーリス・ラース                                | アルフレッド・ビンダ (3/6)             |
| 1928 | コスタンテ・ジラルデンゴ (9/9)         | ヤン・メルテンス                       | アンドレ・ルデュック                   | エルネス・モタール                              | ガエターノ・ベローニ (5/5)             |
| 1929 | アルフレッド・ビンダ (4/6)             | イェフ・デルファース                   | シャルル・ムニエ                       | アルフォンス・スへペルス (1/4)                  | ピエロ・フォッサティ                   |
| 1930 | ミケーレ・マーラ (1/2)                 | フラン・ボンデュエル                   | ジュリアン・フェルヴァーク             | ヘルマン・ブーゼ                                | ミケーレ・マーラ (2/2)                 |
| 1931 | アルフレッド・ビンダ (5/6)             | ロマン・ヘイセルス (1/3)               | ガストン・ルブリ (1/4)                 | アルフォンス・スへペルス (2/4)                  | アルフレッド・ビンダ (6/6)             |
| 1932 | アルフレード・ボヴェット               | ロマン・ヘイセルス (2/3)               | ロマン・ヘイセルス (3/3)               | マルセル・ウイユー                              | アントニオ・ネリーニ                   |
| 1933 | レアルコ・グエッラ (1/2)               | アルフォンス・スへペルス (3/4)         | シルヴェール・マース                   | フランソワ・ガルディエ                          | ドメニコ・ピエモンテージ               |
| 1934 | イェフ・デマウセレ                     | ガストン・ルブリ (2/4)                 | ガストン・ルブリ (3/4)                 | テオ・ヘルケンラス                              | レアルコ・グエッラ (2/2)               |
| 1935 | ジュゼッペ・オルモ (1/2)               | ルイ・デュエルロー                     | ガストン・ルブリ (4/4)                 | アルフォンス・スへペルス (4/4)                  | エンリコ・モッロ                       |
| 1936 | アンジェロ・ヴァレット                 | ルイ・アルディクエスト                 | ジョルジュ・スペシエ                   | アルバート・ベッカールト                        | ジーノ・バルタリ (1/7)                 |
| 1937 | チェーザレ・デル・カンチア             | ミシェル・ドホーヘ                     | ユレス・ロッシ                         | エロワ・ムランベール                            | アルド・ビーニ (1/2)                   |
| 1938 | ジュゼッペ・オルモ (2/2)               | エドガール・ド・カリュヴェ             | ルシアン・ストルム                     | アルフォンス・デロール                          | チーノ・チネッリ (1/2)                 |
| 1939 | ジーノ・バルタリ (2/7)                 | カレル・カールス                       | エミール・マソンJr.                    | アルバート・リトセルフェルト                    | ジーノ・バルタリ (3/7)                 |
| 1940 | ジーノ・バルタリ (4/7)                 | アヒエル・バウセ (1/3)                 | 第二次世界大戦の影響により中止         | 第二次世界大戦の影響により中止                  | ジーノ・バルタリ (5/7)                 |
| 1941 | ピエリーノ・ファヴァッリ               | アヒエル・バウセ (2/3)                 | 第二次世界大戦の影響により中止         | 第二次世界大戦の影響により中止                  | マリオ・リッチ (1/2)                   |
| 1942 | アドルフォ・レオーニ                   | アルベリック・スホット (1/2)           | 第二次世界大戦の影響により中止         | 第二次世界大戦の影響により中止                  | アルド・ビーニ (2/2)                   |
| 1943 | チーノ・チネッリ (2/2)                 | アヒエル・バウセ (3/3)                 | マルセル・キント                       | リシャール・ドゥポルテル (1/2)                  | 第二次世界大戦の影響により中止         |
| 1944 | 第二次世界大戦の影響により中止         | リック・ファン・ステーンベルヘン (1/5) | モーリス・デザンプラール               | 第二次世界大戦の影響により中止                  | 第二次世界大戦の影響により中止         |
| 1945 | 第二次世界大戦の影響により中止         | シルヴァン・フリソル                   | ポール・マイユ                         | ジャン・アンジェル                              | マリオ・リッチ (2/2)                   |
| 1946 | ファウスト・コッピ (1/9)               | リック・ファン・ステーンベルヘン (2/5) | ジョルジュ・クラース (1/2)             | プロスペル・デプレドム (1/2)                    | ファウスト・コッピ (2/9)               |
| 1947 | ジーノ・バルタリ (6/7)                 | エミール・フェイナールト               | ジョルジュ・クラース (2/2)             | リシャール・ドゥポルテル (2/2)                  | ファウスト・コッピ (3/9)               |
| 1948 | ファウスト・コッピ (4/9)               | アルベリック・スホット (2/2)           | リック・ファン・ステーンベルヘン (3/5) | モーリス・モラン                                | ファウスト・コッピ (5/9)               |
| 1949 | ファウスト・コッピ (6/9)               | フィオレンツォ・マーニ (1/3)           | セルセ・コッピ アンドレ・マエ          | カミーユ・ダンギヨーム                          | ファウスト・コッピ (7/9)               |
| 1950 | ジーノ・バルタリ (7/7)                 | フィオレンツォ・マーニ (2/3)           | ファウスト・コッピ (8/9)               | プロスペル・デプレドム (2/2)                    | レンツォ・ソルダーニ                   |
| 1951 | ルイゾン・ボベ (1/4)                   | フィオレンツォ・マーニ (3/3)           | アントニオ・ベヴィラクア               | フェルディナント・キュプラー (1/2)              | ルイゾン・ボベ (2/4)                   |
| 1952 | ロレット・ペトルッチ (1/2)             | ロジェ・デコック                       | リック・ファン・ステーンベルヘン (4/5) | フェルディナント・キュプラー (2/2)              | ジュゼッペ・ミナルディ                 |
| 1953 | ロレット・ペトルッチ (2/2)             | ウィム・ファン・エスト                 | ジェルマン・デライク (1/4)             | アロイス・デ・ヘルトク                          | ブルーノ・ランディ                     |
| 1954 | リック・ファン・ステーンベルヘン (5/5) | レイモン・アンパニ (1/2)               | レイモン・アンパニ (2/2)               | マルセル・エルンツァー                          | ファウスト・コッピ (9/9)               |
| 1955 | ジェルマン・デライク (2/4)             | ルイゾン・ボベ (3/4)                   | ジャン・フォルスティエール (1/2)       | スタン・オケルス                                | クレト・マウレ                         |
| 1956 | フレット・デ・ブリュイヌ (1/6)         | ジャン・フォルスティエール (2/2)       | ルイゾン・ボベ (4/4)                   | フレット・デ・ブリュイヌ (2/6)                  | アンドレ・ダリガード                   |
| 1957 | ミゲル・ポブレット (1/2)               | フレット・デ・ブリュイヌ (3/6)         | フレット・デ・ブリュイヌ (4/6)         | ジェルマン・デライク (3/4) フランス・スハウベン | ディエゴ・ロンキーニ                   |
| 1958 | リック・ファン・ローイ (1/8)           | ジェルマン・デライク (4/4)             | レオン・ファンダーレ                   | フレット・デ・ブリュイヌ (5/6)                  | ニーノ・デフィリッピス                 |
| 1959 | ミゲル・ポブレット (2/2)               | リック・ファン・ローイ (2/8)           | ノエル・フォレ (1/2)                   | フレット・デ・ブリュイヌ (6/6)                  | リック・ファン・ローイ (3/8)           |
| 1960 | ルネ・プリヴァ                         | アルテュル・デ・カボーテル             | ピノ・チェラミ                         | アルベルトゥス・ヘルダーマンス                  | エミール・ダームス (1/3)               |
| 1961 | レイモン・プリドール                   | トム・シンプソン (1/3)                 | リック・ファン・ローイ (4/8)           | リック・ファン・ローイ (5/8)                    | ヴィト・タッコーネ                     |
| 1962 | エミール・ダームス (2/3)               | リック・ファン・ローイ (6/8)           | リック・ファン・ローイ (7/8)           | イェフ・プランカールト                          | ヨ・デ・ロー (1/3)                     |
| 1963 | ジョゼフ・グルサール                   | ノエル・フォレ (2/2)                   | エミール・ダームス (3/3)               | フランス・メルケンベーク                        | ヨ・デ・ロー (2/3)                     |
| 1964 | トム・シンプソン (2/3)                 | ルディ・アルティヒ (1/2)               | ペーター・ポスト                       | ウィリー・ブロックラント                        | ジャンニ・モッタ                       |
| 1965 | アリー・デン・ハルトク                 | ヨ・デ・ロー (3/3)                     | リック・ファン・ローイ (8/8)           | カルミネ・プレツィオージ                        | トム・シンプソン (3/3)                 |
| 1966 | エディ・メルクス (1/19)                | エドワルト・セルス                     | フェリーチェ・ジモンディ (1/4)         | ジャック・アンクティル                          | フェリーチェ・ジモンディ (2/4)         |
| 1967 | エディ・メルクス (2/19)                | ディーノ・ザンデグ                     | ヤン・ヤンセン                         | ワルテル・ホデフロート (1/4)                    | フランコ・ビトッシ (1/2)               |
| 1968 | ルディ・アルティヒ (2/2)               | ワルテル・ホデフロート (2/4)           | エディ・メルクス (3/19)                | ワルテル・ファン・スウェーフェルト              | ヘルマン・ファン・スプリンヘル         |
| 1969 | エディ・メルクス (4/19)                | エディ・メルクス (5/19)                | ワルテル・ホデフロート (3/4)           | エディ・メルクス (6/19)                         | ジャン＝ピエール・モンセレ             |
| 1970 | ミケーレ・ダンチェッリ                 | エリック・ルマン (1/3)                 | エディ・メルクス (7/19)                | ロジェ・デ・フラーミンク (1/11)                 | フランコ・ビトッシ (2/2)               |
| 1971 | エディ・メルクス (8/19)                | エフェルト・ドルマン                   | ロジェ・ロジエル                       | エディ・メルクス (9/19)                         | エディ・メルクス (10/19)               |
| 1972 | エディ・メルクス (11/19)               | エリック・ルマン (2/3)                 | ロジェ・デ・フラーミンク (2/11)        | エディ・メルクス (12/19)                        | エディ・メルクス (13/19)               |
| 1973 | ロジェ・デ・フラーミンク (3/11)        | エリック・ルマン (3/3)                 | エディ・メルクス (14/19)               | エディ・メルクス (15/19)                        | フェリーチェ・ジモンディ (3/4)         |
| 1974 | フェリーチェ・ジモンディ (4/4)         | ケース・バル                           | ロジェ・デ・フラーミンク (4/11)        | ジョルジュ・パンタン                            | ロジェ・デ・フラーミンク (5/11)        |
| 1975 | エディ・メルクス (16/19)               | エディ・メルクス (17/19)               | ロジェ・デ・フラーミンク (6/11)        | エディ・メルクス (18/19)                        | フランチェスコ・モゼール (1/6)         |
| 1976 | エディ・メルクス (19/19)               | ワルテル・プランカールト               | マルク・ドメイエ                       | ジョゼフ・ブリュイエール (1/2)                  | ロジェ・デ・フラーミンク (7/11)        |
| 1977 | ヤン・ラース (1/4)                     | ロジェ・デ・フラーミンク (8/11)        | ロジェ・デ・フラーミンク (9/11)        | ベルナール・イノー (1/5)                        | ジャンバッティスタ・バロンケッリ (1/2) |
| 1978 | ロジェ・デ・フラーミンク (10/11)       | ワルテル・ホデフロート (4/4)           | フランチェスコ・モゼール (2/6)         | ジョゼフ・ブリュイエール (2/2)                  | フランチェスコ・モゼール (3/6)         |
| 1979 | ロジェ・デ・フラーミンク (11/11)       | ヤン・ラース (2/4)                     | フランチェスコ・モゼール (4/6)         | ディートリヒ・トゥーラウ                        | ベルナール・イノー (2/5)               |
| 1980 | ピエリーノ・ガバッツィ                 | ミシェル・ポランティエール             | フランチェスコ・モゼール (5/6)         | ベルナール・イノー (3/5)                        | フォンス・デ・ヴォルフ (1/2)           |
| 1981 | フォンス・デ・ヴォルフ (2/2)           | ハニー・クイパー (1/4)                 | ベルナール・イノー (4/5)               | ヨーゼフ・フックス                              | ハニー・クイパー (2/4)                 |
| 1982 | マルク・ゴメズ                         | ルネ・マルテンス                       | ヤン・ラース (3/4)                     | シルヴァーノ・コンティニ                        | ジュゼッペ・サロンニ (1/2)             |
| 1983 | ジュゼッペ・サロンニ (2/2)             | ヤン・ラース (4/4)                     | ハニー・クイパー (3/4)                 | ステーフェン・ロークス                          | ショーン・ケリー (1/9)                 |
| 1984 | フランチェスコ・モゼール (6/6)         | ヨハン・ラマーツ                       | ショーン・ケリー (2/9)                 | ショーン・ケリー (3/9)                          | ベルナール・イノー (5/5)               |
| 1985 | ハニー・クイパー (4/4)                 | エリック・ファンデラールデン (1/2)     | マルク・マディオ (1/2)                 | モレノ・アルゼンティン (1/6)                    | ショーン・ケリー (4/9)                 |
| 1986 | ショーン・ケリー (5/9)                 | アドリ・ファン・デル・プール (1/2)     | ショーン・ケリー (6/9)                 | モレノ・アルゼンティン (2/6)                    | ジャンバッティスタ・バロンケッリ (2/2) |
| 1987 | エーリッヒ・メヒラー                   | クロード・クリケリオン                 | エリック・ファンデラールデン (2/2)     | モレノ・アルゼンティン (3/6)                    | モレノ・アルゼンティン (4/6)           |
| 1988 | ローラン・フィニョン (1/2)             | エディ・プランカールト (1/2)           | ディルク・デモル                       | アドリ・ファン・デル・プール (2/2)              | シャーリー・モテ                       |
| 1989 | ローラン・フィニョン (2/2)             | エドヴィヒ・ファン・ホーイドンク (1/2) | ジャン＝マリー・ワンペルス             | ショーン・ケリー (7/9)                          | トニー・ロミンゲル (1/2)               |
| 1990 | ジャンニ・ブーニョ (1/2)               | モレノ・アルゼンティン (5/6)           | エディ・プランカールト (2/2)           | エリック・ファン・ランカー                      | ジル・デリオン                         |
| 1991 | クラウディオ・キアプッチ               | エドヴィヒ・ファン・ホーイドンク (2/2) | マルク・マディオ (2/2)                 | モレノ・アルゼンティン (6/6)                    | ショーン・ケリー (8/9)                 |
| 1992 | ショーン・ケリー (9/9)                 | ジャッキー・デュラン                   | ジルベール・デュクロラサール (1/2)     | ディルク・デ・ヴォルフ                          | トニー・ロミンゲル (2/2)               |
| 1993 | マウリツィオ・フォンドリエスト         | ヨハン・ムセウ (1/6)                   | ジルベール・デュクロラサール (2/2)     | ロルフ・ソレンセン (1/2)                        | パスカル・リシャール (1/2)             |
| 1994 | ジョルジオ・フルラン                   | ジャンニ・ブーニョ (2/2)               | アンドレイ・チミル (1/3)               | エフゲニー・ベルズィン                          | ヴラディスラフ・ボブリック             |
| 1995 | ローラン・ジャラベール (1/2)           | ヨハン・ムセウ (2/6)                   | フランコ・バッレリーニ (1/2)           | マウロ・ジャネッティ                            | ジャンニ・ファレジン                   |
| 1996 | ガブリエーレ・コロンボ                 | ミケーレ・バルトリ (1/5)               | ヨハン・ムセウ (3/6)                   | パスカル・リシャール (2/2)                      | アンドレア・タフィ (1/3)               |
| 1997 | エリック・ツァベル (1/4)               | ロルフ・ソレンセン (2/2)               | フレデリック・ゲドン                   | ミケーレ・バルトリ (2/5)                        | ローラン・ジャラベール (2/2)           |
| 1998 | エリック・ツァベル (2/4)               | ヨハン・ムセウ (4/6)                   | フランコ・バッレリーニ (2/2)           | ミケーレ・バルトリ (3/5)                        | オスカル・カーメンツィント (1/2)       |
| 1999 | アンドレイ・チミル (2/3)               | ペーター・ファン・ペテヘム (1/3)       | アンドレア・タフィ (2/3)               | フランク・ヴァンデンブルック                    | ミルコ・チェレスティーノ               |
| 2000 | エリック・ツァベル (3/4)               | アンドレイ・チミル (3/3)               | ヨハン・ムセウ (5/6)                   | パオロ・ベッティーニ (1/5)                      | ライモンダス・ルムシャス               |
| 2001 | エリック・ツァベル (4/4)               | ジャンルカ・ボルトラーミ               | セルファイス・クナーフェン             | オスカル・カーメンツィント (2/2)                | ダニーロ・ディルーカ (1/2)             |
| 2002 | マリオ・チポリーニ                     | アンドレア・タフィ (3/3)               | ヨハン・ムセウ (6/6)                   | パオロ・ベッティーニ (2/5)                      | ミケーレ・バルトリ (4/5)               |
| 2003 | パオロ・ベッティーニ (3/5)             | ペーター・ファン・ペテヘム (2/3)       | ペーター・ファン・ペテヘム (3/3)       | タイラー・ハミルトン                            | ミケーレ・バルトリ (5/5)               |
| 2004 | オスカル・フレイレ (1/3)               | シュテフェン・ヴェーゼマン             | マニュス・バクステット                 | ダヴィデ・レベッリン                            | ダミアーノ・クネゴ (1/3)               |
| 2005 | アレッサンドロ・ペタッキ               | トム・ボーネン (1/7)                   | トム・ボーネン (2/7)                   | アレクサンドル・ヴィノクロフ (1/2)              | パオロ・ベッティーニ (4/5)             |
| 2006 | フィリッポ・ポッツァート               | トム・ボーネン (3/7)                   | ファビアン・カンチェラーラ (1/7)       | アレハンドロ・バルベルデ (1/4)                  | パオロ・ベッティーニ (5/5)             |
| 2007 | オスカル・フレイレ (2/3)               | アレッサンドロ・バッラン               | スチュアート・オグレディ               | ダニーロ・ディルーカ (2/2)                      | ダミアーノ・クネゴ (2/3)               |
| 2008 | ファビアン・カンチェラーラ (2/7)       | ステイン・デヴォルデル (1/2)           | トム・ボーネン (4/7)                   | アレハンドロ・バルベルデ (2/4)                  | ダミアーノ・クネゴ (3/3)               |
| 2009 | マーク・カヴェンディッシュ             | ステイン・デヴォルデル (2/2)           | トム・ボーネン (5/7)                   | アンディ・シュレク                              | フィリップ・ジルベール (1/5)           |
| 2010 | オスカル・フレイレ (3/3)               | ファビアン・カンチェラーラ (3/7)       | ファビアン・カンチェラーラ (4/7)       | アレクサンドル・ヴィノクロフ (2/2)              | フィリップ・ジルベール (2/5)           |
| 2011 | マシュー・ゴス                         | ニック・ニュイエンス                   | ヨハン・ファンスュメレン               | フィリップ・ジルベール (3/5)                    | オリヴァー・ツァウグ                   |
| 2012 | サイモン・ゲランス (1/2)               | トム・ボーネン (6/7)                   | トム・ボーネン (7/7)                   | マクシム・イグリンスキー                        | ホアキン・ロドリゲス (1/2)             |
| 2013 | ゲラルト・ツィオレック                 | ファビアン・カンチェラーラ (5/7)       | ファビアン・カンチェラーラ (6/7)       | ダニエル・マーティン (1/2)                      | ホアキン・ロドリゲス (2/2)             |
| 2014 | アレクサンダー・クリストフ (1/2)       | ファビアン・カンチェラーラ (7/7)       | ニキ・テルプストラ (1/2)               | サイモン・ゲランス (2/2)                        | ダニエル・マーティン (2/2)             |
| 2015 | ジョン・デーゲンコルプ (1/2)           | アレクサンダー・クリストフ (2/2)       | ジョン・デーゲンコルプ (2/2)           | アレハンドロ・バルベルデ (3/4)                  | ヴィンチェンツォ・ニバリ (1/3)         |
| 2016 | アルノー・デマール                     | ペテル・サガン (1/2)                   | マシュー・ヘイマン                     | ワウト・プールス                                | エステバン・チャベス                   |
| 2017 | ミハウ・クフャトコフスキ               | フィリップ・ジルベール (4/5)           | フレフ・ファン・アヴェルマート         | アレハンドロ・バルベルデ (4/4)                  | ヴィンチェンツォ・ニバリ (2/3)         |
| 2018 | ヴィンチェンツォ・ニバリ (3/3)         | ニキ・テルプストラ (2/2)               | ペテル・サガン (2/2)                   | ボブ・ユンゲルス                                | ティボー・ピノ                         |
| 2019 | ジュリアン・アラフィリップ             | アルベルト・ベッティオル               | フィリップ・ジルベール (5/5)           | ヤコブ・フルサン (1/2)                          | バウケ・モレマ                         |
| 2020 | ワウト・ファン・アールト               | マチュー・ファン・デル・プール (1/8)   | 新型コロナウイルス感染症の影響で中止   | プリモシュ・ログリッチ                          | ヤコブ・フルサン (2/2)                 |
| 2021 | ヤスペル・ストゥイヴェン               | カスパー・アスグリーン                 | ソンニ・コルブレッリ                   | タデイ・ポガチャル (1/9)                        | タデイ・ポガチャル (2/9)               |
| 2022 | マテイ・モホリッチ                     | マチュー・ファン・デル・プール (2/8)   | ディラン・ファンバーレ                 | レムコ・エヴェネプール (1/2)                    | タデイ・ポガチャル (3/9)               |
| 2023 | マチュー・ファン・デル・プール (3/8)   | タデイ・ポガチャル (4/9)               | マチュー・ファン・デル・プール (4/8)   | レムコ・エヴェネプール (2/2)                    | タデイ・ポガチャル (5/9)               |
| 2024 | ヤスペル・フィリプセン                 | マチュー・ファン・デル・プール (5/8)   | マチュー・ファン・デル・プール (6/8)   | タデイ・ポガチャル (6/9)                        | タデイ・ポガチャル (7/9)               |
| 2025 | マチュー・ファン・デル・プール (7/8)   | タデイ・ポガチャル (8/9)               | マチュー・ファン・デル・プール (8/8)   | タデイ・ポガチャル (9/9)                        |                                        |
| 年   | ミラノ〜サンレモ                       | ロンド・ファン・フラーンデレン         | パリ〜ルーベ                           | リエージュ〜バストーニュ〜リエージュ            | イル・ロンバルディア                   |

## 開催時期
3月にミラノ〜サンレモで春のクラシックシーズンが幕を開け、4月に入るとベルギー北部のフランドル地方を中心として、「フランドル・クラシック」もしくは「石畳のクラシック」と呼ばれる3連戦、ロンド・ファン・フラーンデレン、ヘント〜ウェヴェルヘム、パリ〜ルーベが開催される。
4月の後半からは舞台をベルギー南部のアルデンヌ地方へと移し、「アルデンヌ・クラシック」と言われるアムステルゴールドレース、フレッシュ・ワロンヌ、リエージュ〜バストーニュ〜リエージュが行われる。
以後ジロ・デ・イタリア、ツール・ド・フランスといったグランツールによるしばらくの中断をはさみ、8月にはクラシカ・サンセバスティアン、ユーロアイズ・サイクラシックスが開催される。
最後のグランツールであるブエルタ・ア・エスパーニャの終了後、世界選手権の開催を経て、秋のクラシックであるイル・ロンバルディア、パリ〜ツールが行われる。

## レースの特徴
アルデンヌ・クラシックのようにアップダウンが絶え間なく続くレースがあれば、パリ〜ツールのように延々平坦なコースが続くレースもあるほか、イル・ロンバルディアのように長い上りが設定されるレースもあるといった具合に特徴的なコースレイアウトがされているものが多い。またパリ〜ルーベやロンド・ファン・フラーンデレンのように通常走らないような悪路や急坂を走る、あるいはミラノ〜サンレモのように極端な長距離を走るなど、独特な性格を持つものもある。
こうしたことに加え「1日で勝負が付くこと」「レースの格式が高いこと」があいまって、クラシックでは間断のないアタック合戦の様相を呈することが多いため、ステージレースとはまた異なるそれぞれのレースの特徴にあわせた戦略や走り方が必要になってくる。
ミラノ〜サンレモやパリ〜ツールなどはスプリンターがエースになることが多いが、上りが多かったり、ゴール手前が上りになっているアルデンヌクラシックのようなレースはパンチャー、オールラウンダー、クライマーが勝利を狙う。ただ、パンクや落車などの不確定要素も多く、序盤から中盤で集団からエスケープしたルーラーたちが、そのまま逃げ切ってしまうことも少なくない。

## ロードレースにおける位置づけ
クラシックでの勝利は極めて価値の高いものであり、1勝でもすれば生涯の勲章となる。自国で開催されるクラシックに対してはグランツールでの勝利以上に重きを置く選手も多い。ファンらは俗に彼らのことを、「クラシックハンター」と呼んで尊敬している。

### 「クラシックハンター」と呼ばれる主な選手
- リック・バンステーンベルヘン（ ベルギー）
- リック・ファン・ローイ（ ベルギー）
- ロジェ・デフラミンク（ ベルギー）
- フランチェスコ・モゼール（ イタリア）
- ヤン・ラース（ オランダ）
- ショーン・ケリー（ アイルランド）
- モレノ・アルゼンティン（ イタリア）
- アンドレイ・チミル（ ベルギー）
- ヨハン・ムセウ（ ベルギー）
- エリック・ツァベル（ ドイツ）
- トム・ボーネン（ ベルギー）
- オスカル・フレイレ（ スペイン）
- ダヴィデ・レベッリン（ イタリア）
- パオロ・ベッティーニ（ イタリア）
- ペーター・ファンペテヘム（ ベルギー）
- フアン・アントニオ・フレチャ（ スペイン）
- ダニーロ・ディルーカ（ イタリア）

一方、ファウスト・コッピ（ イタリア）、エディ・メルクス（ ベルギー）やベルナール・イノー（ フランス）も多くのクラシックを制しているが、彼らはステージレースでも同様の強さを発揮したためか、そのように呼ばれることはほとんどない。